# Casal de Artà

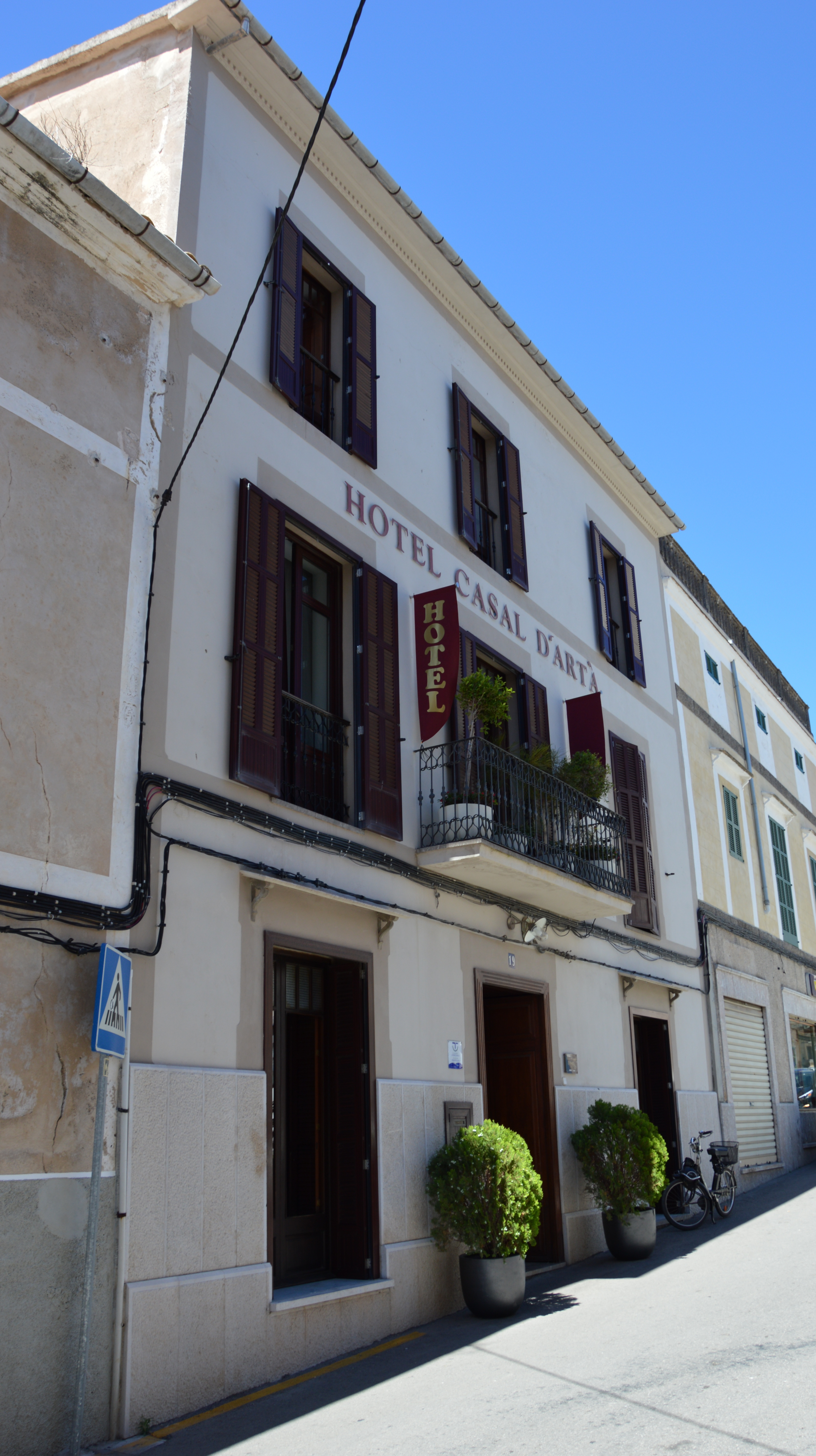
Casal de Artà

Casal de Artà ist ein Herrenhaus in der spanischen Gemeinde Artà im nordöstlichen Teil der Mittelmeerinsel Mallorca. Es wird als Hotel genutzt.

## Lage
Das Gebäude befindet sich in der Altstadt von Artà, an der Adresse Carrer de Rafel Blanes 19 an der Südseite des Platzes Plaça de l'Ajuntament.

## Architektur und Geschichte
Das dreigeschossige Gebäude wurde im 19. Jahrhundert als städtisches Herrenhaus errichtet. Es kam bis in das 20. Jahrhundert zu mehreren Umbauten. Anfang des 21. Jahrhunderts erfolgte ein Umbau zum Hotel. Es verfügt über zwei Einzel- und sechs Doppelzimmer.
An den Fenstern der oberen Geschosse befinden sich mit schmiedeeisernen Gittern versehene französische Balkone. Die Fassade ist weiß, wobei die Fenster- und Türöffnungen sowie zwei Friese grau abgesetzt sind. Am Sockel des Hauses besteht eine Verblendung aus Naturstein. Auf dem Dach befindet sich eine Dachterrasse.